# 上田市立第一中学校
上田市立第一中学校（うえだしりつだいいちちゅうがっこう）は長野県上田市に所在する公立中学校。

## 概要
上田市立の中学校の中では多様な歴史をもち、旧・上田市時代には組合立だった時期がある。移転回数が多く、現在地に移転するまで3回も校舎所在地が移動している。
学区は上田市立東小学校・上田市立神川小学校。

## 沿革
- 1947年 - 上田市立南小学校（現：上田市立第二中学校敷地）に同校の併設中学校として開校。
- 1948年 - 上田市立東小学校・上田市立商工学校・長野県上田市立高等女学校併設中学校敷地に移転。東小が移転したため中学単独となる。この年から東小も学区に加える。
- 1950年 - 上田市立商工学校・長野県上田市立高等女学校併設中学校の廃止により完全に中学単独となる。
- 1954年 - 村立神川小学校併設中学校と統合し上田市神川村組合立第一中学校と改称。同時に神川小を学区に加える。
- 1956年 - 9月30日に神川村が上田市に合併。上田市立第一中学校に復す。
- 1959年 - 上田市立南小学校と上田市立中央小学校が合併して上田市立清明小学校が発足するがこの年以降も旧南小卒業生は第一中学校へ進学する事となった。
- 1964年 - 旧南小生徒がこの年から第二中学校へ通学（※ ただしこの年卒業の生徒は除く）。これにより東小・神川小が学区に定められる。また、上田市立北小学校・上田市立第三中学校に進学していた川原柳（市街地北東部）地区の生徒が当年度から東小学区変更により第一中学校に通学する事となる。
- 1999年 - 校舎が現在地に移転。